# Selinunt
|  | Per a altres significats, vegeu «Selinunt (desambiguació)». |

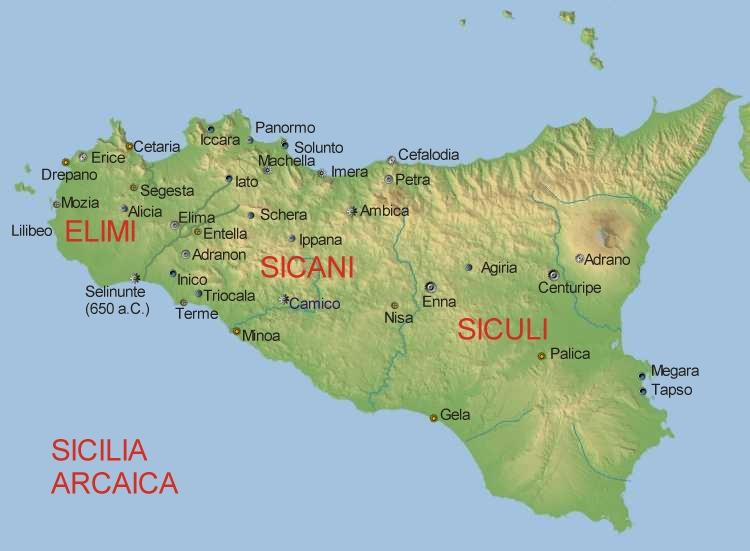
Mapa de la Sicília arcaica amb la localització de Selinunt, a l'oest de l'illa

Selinunt (grec antic: Σελινοῦς, llatí: Selinus, italià Selinunte, també Torre dei Pulci) fou una de les principals ciutats gregues de Sicília a la costa sud-oest, a la desembocadura del riu Selinunt, a uns 6 km a l'oest d'Hipses (Belici).
Selinunt, en el període clàssic, va ser un ric centre comercial de la Magna Grècia. Va tenir un conflicte permanent amb Segesta, ciutat aliada d'Atenes. No obstant això, els atenesos van ser vençuts pels siracusanos i Segesta va demanar ajuda a Cartago. Diodor Sícul explica que el comandant cartaginès Anníbal Magon, en el 409 aC, va destruir Selinunt després d'un setge que es va saldar amb 16.000 morts i 5.000 presoners. La ciutat va ser assetjada durant nou dies per un exèrcit de 100.000 cartaginesos. Després d'aquest desastre, Selinunt va tornar a ser habitada fins que durant la Primera Guerra púnica, cap al 250 aC, els cartaginesos van traslladar la seua població a Lilibèon.
El jaciment arqueològic, en el qual destaquen les restes de les fortificacions i nombrosos temples d'ordre dòric, es considera el més extens d'Itàlia i també d'Europa.

## Història

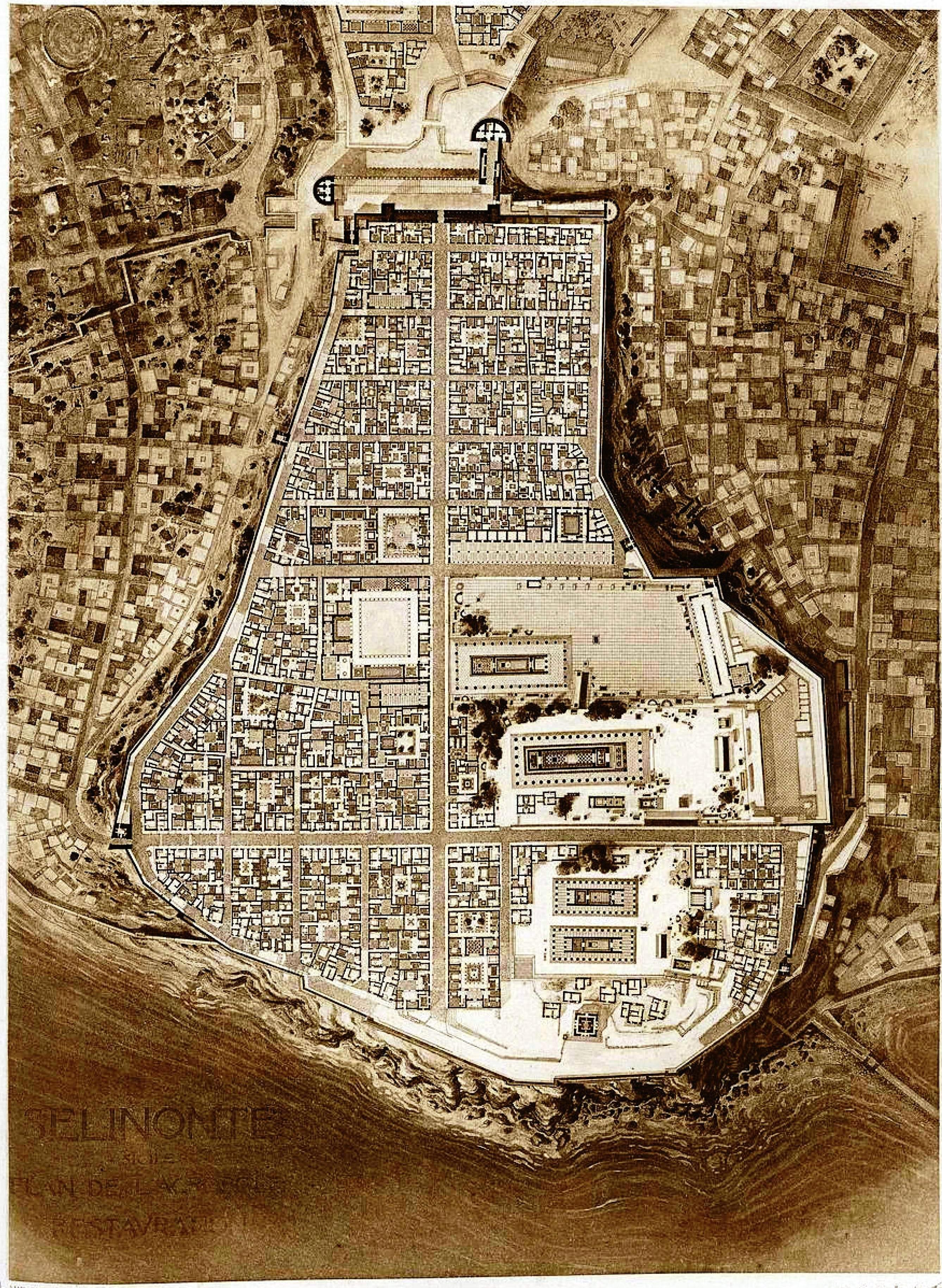
Plànol de l'acròpoli de l'antiga ciutat de Selinunt realitzat per Gustave Fougères el 1910

Fou fundada com a colònia per Mègara Hiblea sota la direcció de Pammilos, uns cent anys després de la fundació de la ciutat mare, reforçats per un cos de colons de Mègara a Grècia. La data es fixa vers el 628 aC, però Diodor de Sicília la situa vers el 650 aC i Jerònim de Càrdia vers el 654 aC. La primera és la data més probable. El seu nom derivava del julivert (σελινὸς) que creixia a la zona, i que figura a les monedes de la ciutat. Era llavors la colònia més occidental.
El 580 aC, apareix la ciutat en guerra contra la veïna Segesta, que no era ciutat grega, la qual va obtenir la victòria mercès a l'ajut d'emigrants de Rodes i Cnidos que després van fundar Lipara. Les guerres amb Segesta van continuar per molt de temps.
El 454 aC, eren altre cop probablement en guerra (Diodor diu que Segesta estava en guerra amb Lilibèon, que encara no existia). El riu Mazaros, a uns 20 km a l'oest, era la frontera entre Segesta i Selinunt, i aquesta darrera tenia un empori a la seva desembocadura. Per l'altre costat, s'estenia fins a l'Halycos (Salso), a la desembocadura del qual es va fundar Heraclea Minoa.
De la seva història interior es coneix poca cosa. Primer governada per l'oligarquia va passar després a ser governada per dèspotes i vers el 510 aC estava sota el govern del tirà Peitàgores, que fou enderrocat per l'espartà Eurileon, que va assolir el poder però fou enderrocat al seu torn per una revolta popular.
El 480 aC, la ciutat va abraçar el partit cartaginès durant la gran expedició d'Amilcar. El contingent de Selinunt ofert als cartaginesos va arribar tard. Torna a ser esmentada la ciutat el 466 aC ajudant els siracusans per enderrocar Trasibul.
El següent període fou de prosperitat i opulència. Tucídides la descriu el 415 aC com a ciutat opulenta i rica amb moltes riqueses acumulades als seus temples. Diodor també parla d'un llarg període de tranquil·litat i d'una nombrosa població en aquesta època.

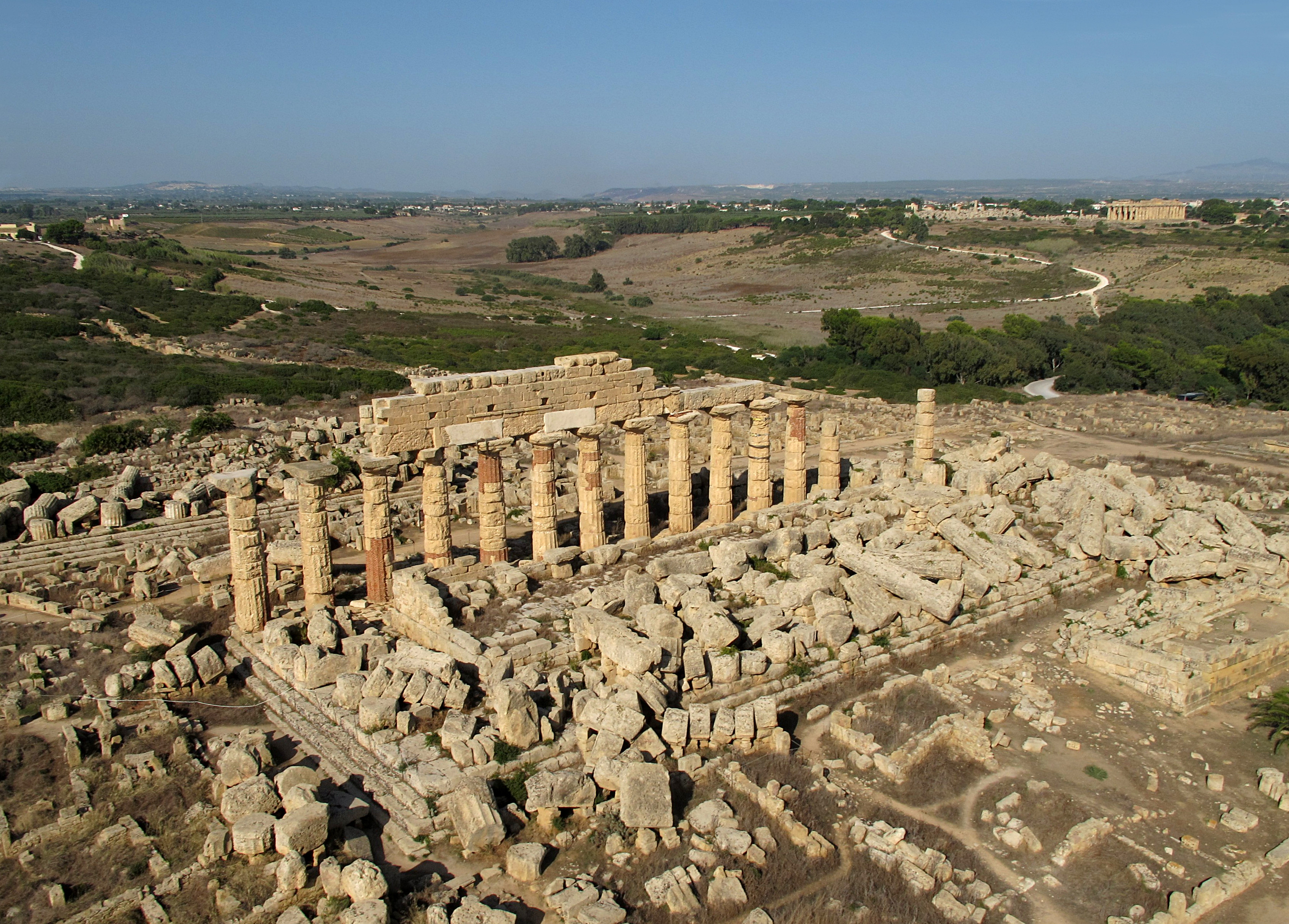
Vista aèria del temple C

El 416 aC, la disputa entre Segesta i Selinunt va originar l'expedició atenenca del 415 aC: Selinunt va demanar ajut a Siracusa i va bloquejar Segesta per terra i mar. Els segestans van demanar ajut a Atenes. Segurament, els assetjants es van haver de retirar a l'arribada dels atenencs, ja que no es torna a parlar del setge. Els atenencs van obligar Selinunt a sotmetre's en termes moderats, i van dirigir el seu principal esforç contra Siracusa. Selinunt és esmentada com aliat de Siracusa, la qual va proveir d'auxiliars, i les forces espartanes enviades en ajut de Gilipos van desembarcar a la primavera del 413 aC a la ciutat, després de ser empeses per una tempesta cap a l'Àfrica.
La derrota dels atenencs va deixar Segesta en mans de Selinunt i els seus aliats. Segesta va cedir sense condicions el districte fronterer objecte de disputa, però Selinunt aviat es va considerar insatisfeta i va fer nous atacs a Segesta, que va haver de demanar l'ajut de Cartago, ajut que finalment fou concedit; segestans i la força expedicionària cartaginesa van derrotar Selinunt en una batalla (410 aC), i a la primavera següent un fort exèrcit cartaginès dirigit per Anníbal (net d'Amilcar que havia mort a Himera) va desembarcar a Lilibèon i d'allí va passar a Selinunt. La ciutat no estava ben preparada per a la defensa, amb les fortificacions en mal estat, i no va rebre ajut a temps de Siracusa, Agrigent i Gela, com esperava. Selinunt va fer una defensa desesperada, primer a les muralles i després casa per casa, però els cartaginesos, després de 10 dies de lluita, van ocupar la ciutat i bona part dels defensors foren executats (uns 16.000 habitants van morir, uns 5.000 foren fets presoners i només 2.600 es van poder escapar cap a Agrigent sota la direcció d'Empèdion).
Anníbal va destruir les muralles, però va permetre als habitants sobrevivents que continuessin a la ciutat com a tributaris de Cartago. Uns pocs milers de sobrevivents es van establir a la ciutat sota direcció d'Hermòcrates. El 405 aC, el tractat entre Cartago i Dionís el Vell de Siracusa va confirmar Selinunt com a possessió cartaginesa, però la ciutat ja no va recuperar el seu antic poder. El riu Halicos fou establert com a límit oriental.
El 397 aC, Selinunt es va declarar a favor de Dionís el Vell durant la guerra contra Cartago, però en el tractat de pau del 383 aC la ciutat va tornar a Cartago i l'Halicos fou confirmat com a frontera oriental. Poc abans de morir Dionís la va recuperar per les armes, però fou una dominació efímera.
Encara el 314 aC, el riu Halicos va ser confirmat com a frontera en el tractat entre Cartago i els cartaginesos. En aquest darrer, Selinunt, Heraclea Minoa i Himera eren confirmades com a possessions cartagineses "com abans".
El 276 aC, durant l'expedició de Pirros a Sicília, Selinunt se li va sotmetre voluntàriament després de la conquesta d'Heraclea Minoa pel rei epirota, però a la seva sortida dos anys després Selinunt va tornar a Cartago.
Era possessió cartaginesa en començar la Primera Guerra púnica i el seu territori fou teatre d'operacions militars. Vers el 250 aC, quan els cartaginesos van decidir concentrar la defensa en alguns punts concrets, els habitants foren portats a Lilibèon, i Selinunt fou destruïda. Probablement mai no fou reconstruïda.
Plini el Vell no esmenta el nom i Estrabó diu que era una ciutat extinta. Ptolemeu esmenta el riu sense anomenar la ciutat. Les Thermae Selinuntiae esmentades en temps del romans (més tard, sota l'imperi és esmentada com a Aquae Labodes o Labores), eren a força distància de l'antiga ciutat (a uns 30 km a l'est) i correspon a la moderna Sciacca.

## Arqueologia

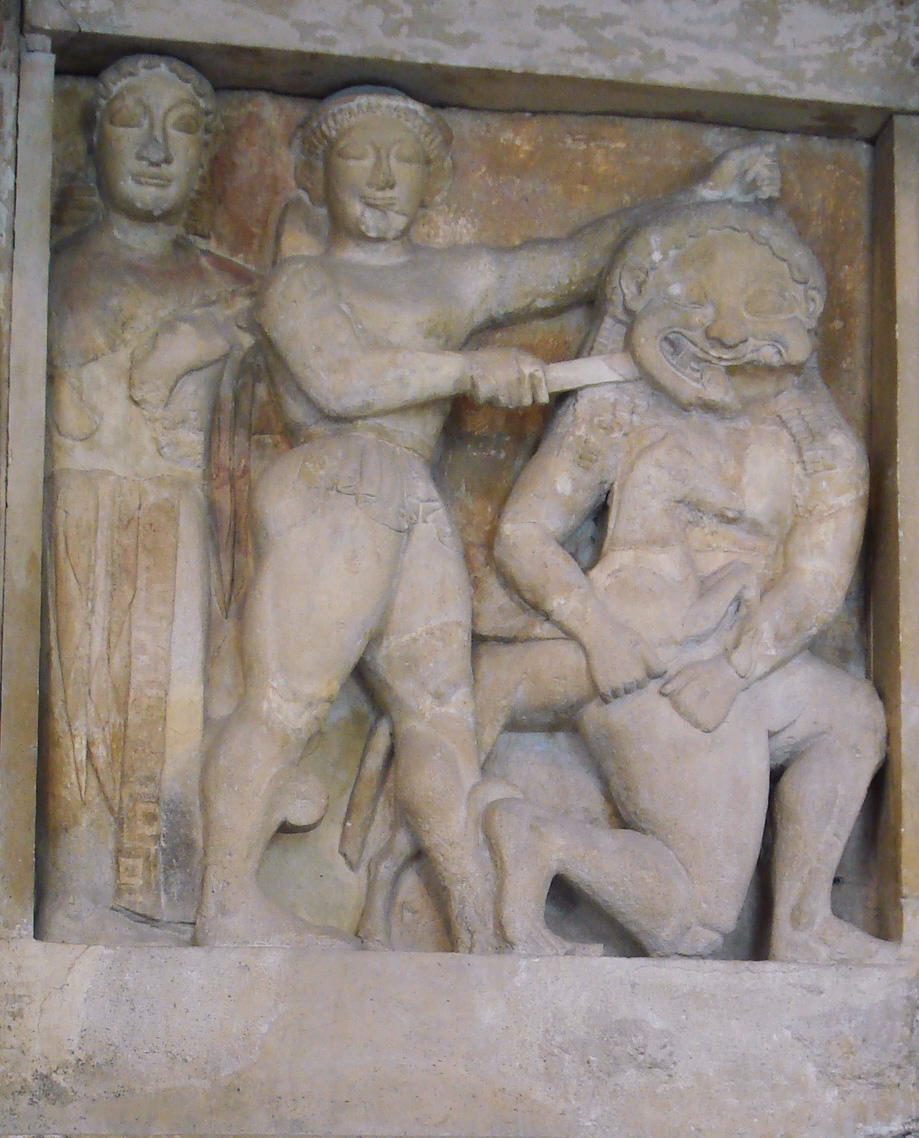
Mètopa del temple C, que representa Atenea i al seu costat Perseu decapitant Medusa

En el jaciment arqueològic de Selinunt, es conserven les restes de diversos temples d'ordre dòric a l'entorn de l'acròpoli (A, B, C, D, O, R i Y) i altres tres situats en el turó Marinela, cap a l'est (E, F i G). A més, a l'oest del riu Selinunt, en el turó Gaggera, hi havia una sèrie de santuaris, entre els quals destaca el santuari de Demèter Maloforos, on es van trobar milers de figures votives. Al nord d'aquest, es trobava l'anomenat temple M28 i al sud un santuari d'Hera. S'ha suggerit que aquesta proliferació de temples és deguda a un desig d'afirmació de la identitat de polis hel·lènica davant la proximitat de la ciutat a territoris no grecs de l'illa de Sicília.
Els temples de Selinunt s'han designat per lletres a causa que no es coneix amb seguretat quina era la divinitat a la qual estava dedicat cadascú.
- El temple C, que va ser construït en el segle VI aC, possiblement és el més antic. Mesurava 64 m de longitud per 24 d'amplària i tenia 17 columnes en els costats llargs i 6 en els costats curts. En el centre del frontó, apareixia representat el cap de Medusa. Es creu que el temple podria haver estat dedicat a Apol·lo.[5] Part d'aquest temple va ser reconstruït el 1926.[4]
- El temple E va ser construït entre 465 i 450 aC i és el que més ha sigut reconstruït pels arqueòlegs. Mesura 67 m de llarg per 25 d'ample i té 15 columnes en els costats llargs i 6 en els curts. Es creu que estava dedicat a Hera.[6]
- El temple F, com que tenia tancada la perístasi, es creu que estava dedicat a un culte mistèric a Demèter o a Dionís,[7] encara que també s'ha suggerit que podria haver estat dedicat a Atenea; d'altra banda, el temple G era el més gran; no va arribar a ser acabat i podria haver estat dedicat a Apol·lo o haver sigut un temple de tots els déus de l'Olimp. Els temples A i O estaven situats de manera paral·lela. Aquests temples, igual que els temples B i D, estan destruïts.

Es conserven restes de fortificacions des del segle vi aC. Les restes més impressionants pertanyen al segle iv aC, entre les quals destaca el sofisticat sistema defensiu que protegia la porta nord, que incloïa muralles d'un gruix de quasi 6 metres.
En el Museu Arqueològic de Palerm es conserven multitud d'objectes trobats en el jaciment arqueològic, entre els quals destaquen diverses mètopes dels temples on apareixen representades figures mitològiques en relleu, així com peces de ceràmica i de terracota. També s'exhibeixen monedes de Selinunt, que va ser una de les primeres ciutats de Sicília a emetre-les, ja que les més antigues pertanyen al segle vi aC.
Altres objectes trobats són en el Museu Municipal de Castelvetrano, entre els quals destaca una estàtua de bronze del segle V aC coneguda com l'efeb de Selinunt. L'iconòleg i historiador de l'art Giuseppe Camporeale ha suggerit que aquesta estàtua representa Dionís Iacus.

## Òpera
El compositor italià Pietro Chiarini va escriure una òpera l'any 1744 amb el nom d'aquesta ciutat.